# GBU-27 페이브웨이 III

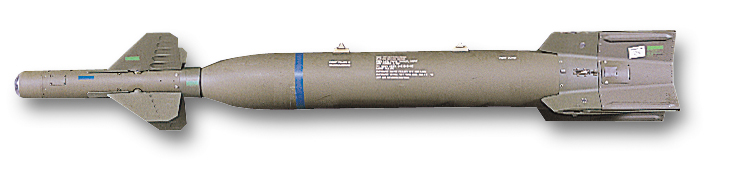

GBU-27 페이브웨이 III(GBU-27 Paveway III)는 미국 레이시온이 생산하는 레이저 유도 폭탄이다. 벙커버스터 기능이 있다.

## 역사
록히드 F-117 나이트호크 스텔스 폭격기에 장착하는 버전은 GBU-24 페이브웨이 III으로 재명명되었다. 1991년 걸프전 당시, 미공군 조종사들은 "해머"(Hammer)라고 불렀다.
가격은 55,600달러(6788만원)이며, 유효사거리는 19 km이다.
1991년 2월 13일, 걸프전 당시 미국은 바그다드 교외 아미리아 방공호 공습으로 민간인 400명 이상을 죽였다. 록히드 F-117 나이트호크 스텔스 폭격기 2대가 2000 파운드 GBU-27 페이브웨이 III 폭탄 한발씩을 각각 투하했다. 이때 사용된 '스마트 폭탄' GBU-27 페이브웨이 III의 위력이 얼마나 대단한지 철근이 3중으로 겹쳐있는 콘크리트 지붕을 뚫고 들어와 지하에 위치한 방공호에서 폭발했다. 사람들이 모두 잠든 새벽에 폭격이 이루어져서 사망자 대부분은 살아있는 상태에서 불에 타 숨졌다. 까맣게 타서 형체도 알아볼 수 없는 시신들 대부분은 전쟁의 포화를 피해 숨은 부녀자와 아이들이었다.
2003년 이라크 전쟁에서 EGBU-27 폭탄 98발을 투하했다.
2004년 9월, 최초로 해외수출을 했다. 이스라엘이 GBU-27 500발을 구매했다. 2006년 7월에 인도되었다.
2011년, 영국이 리비아에 사용하기 위해 GBU-27 폭탄을 주문했다.

## 같이 보기
- 페이브웨이